# مادلین لیندبری
مادلین لیندبری (انگلیسی: Madeleine Lindberg؛ زادهٔ ۱ مارس ۱۹۷۲) دوچرخه‌سوار اهل سوئد است.
وی در مسابقات کشوری و بین‌المللی در مجموع برندهٔ ۱ مدال برنز شده‌است.